# Никола Трајковић (писац)
Никола Трајковић (Београд, 17. јул 1896 – Краљево, 6. август 1985) био је српски књижевник, песник и преводилац чији је рад углавном био везан за позориште.

## Биографија
Рођен је у трговачкој породици на Варош-капији, основну школу и гимназију је завршио у Београду.
Студирао је француски језик у Греноблу. Писао је есеје и чланке о глумцима као што су Сава Тодоровић, Чича Илија Станојевић, Добрица Милутиновић и други. Превео је и препевао неке од најзначајнијих француских песника и писаца Жака Превера, Теофила Готјеа, Андре Бретона, Пола Елијара, Сен-Џон Перса и друге. Његов дечији роман Тројица траже срећу данас је углавном заборављен јер се сматра делом комунистичке дечије књижевности, са доста пропаганде у књизи. У Тонском архиву Радио Београда сачувана су његова сећања из 1981. године.
Преминуо је 6. августа 1985. године.

## Дела
- Ћоса - гротеска у три дела (1926)
- Нас двојица и она - новела (1927)
- Опатијска Мадона и друге новеле (1931)
- За горама гласови - белешеке са пута по Јужној Србији (1934)
- Потопљени град (1951)
- Госпођа из велике собе (1955)
- Најлепша песма (1956)
- Тројица траже срећу (1957) дечији роман, едиција Кадок
- Споменар о старом Београду (1977)[2]
- Међулужја - новеле
- Три драме (1981)[3]